# 2019 في تشاد
أحداث العام 2019 في  تشاد.

## في السلطة
- الرئيس: ادريس ديبي

## أحداث

### رياضة
- «دوري لينافوت» - هو الموسم الحادي والثلاثون من الدوري التشادي الممتاز.
- 19-31 أغسطس - تشاد تنافس في دورة الألعاب الأفريقية 2019 بالرباط.

## وفيات

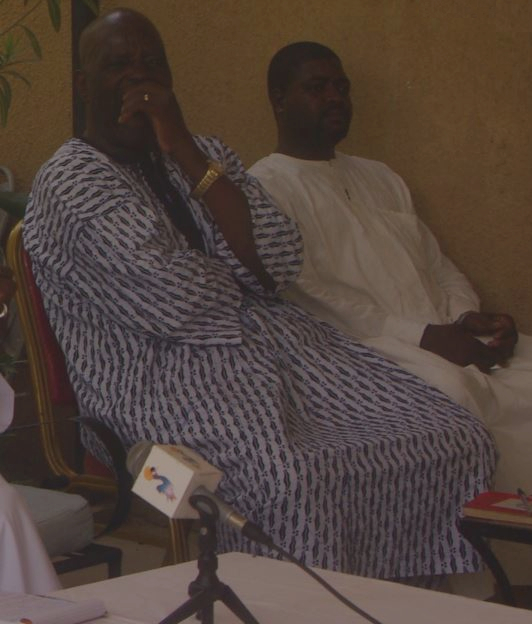
جيمرانغار دادنادجي

- 13 يونيو - بوركو لويز كابو، سياسي (مواليد 1934).[1]
- 15 سبتمبر - لول محمد شوا، سياسي، رئيس (مواليد 1939).[2]
- 31 ديسمبر - جمرانغار دادنادجي، سياسي، رئيس الوزراء (مواليد 1954).[3]